# Janiszkowice
Janiszkowice – część miasta Opole Lubelskie w Polsce położona w województwie lubelskim, w powiecie opolskim. Leży we wschodniej części miasta, wzdłuż ulicy Fabrycznej.

## Historia
Janiszkowice to dawniej samodzielna wieś. W latach 1867–1954 należała do gminy Opole w powiecie nowoaleksandryjskim / puławskim, początkowo w guberni lubelskiej, a od 1919 w woj. lubelskim. Tam 14 października 1933 weszła w skład gromady o nazwie Janiszkowice w gminie Opole, składającej się ze wsi Janiszkowice, folwarku Janiszkowice, wsi Piszczek, kolonii Linia, wsi Grabówka, folwarku Grabówka i folwarku Kalinka.
Podczas II wojny światowej Janiszkowice włączono do Generalnego Gubernatorstwa (dystrykt lubelski, Kreis Pulawy). W 1943 roku liczba mieszkańców wynosiła 932. Po wojnie ponownie w województwie lubelskim, jako jedna z 23 gromad gminy Opole w powiecie puławskm.
W związku z reformą znoszącą gminy jesienią 1954 roku, Janiszkowice włączono do nowo utworzonej gromady Opole Lubelskie. 13 listopada 1954 gromada Janiszkowice weszła w skład nowo utworzonego powiatu opolsko-lubelskiego w tymże województwie.
1 stycznia 1957 zniesiono gromadę Opole Lubelskie, a Janiszkowice włączono do nowo utworzonej gromady Janiszkowice, a po jej zniesieniu 1 stycznia 1960 do nowo utworzonej gromady Opole Lubelskie w tymże powiecie.
1 stycznia 1973, w związku z kolejna reformą administracyjną kraju Janiszkowice weszły w skład w nowo utworzonej gminy Opole Lubelskie. W latach 1975–1990 miejscowość należała administracyjnie do województwa lubelskiego.
1 lipca 1990 Janiszkowice (278,16 ha) włączono do Opola Lubelskiego.